# راج كومار
راج كومار (8 أكتوبر 1926 - 3 يوليو 1996)، ممثل هندي من أساطير بوليود في عصره إلى جانب راج كابور ودليب كومار وغورو دوت وسونيل دوت وراجندرا كومار. شارك في فيلم أمنا الهند الذي رشح لجائزة الأوسكار لافضل فيلم اجنبي لعام 1957 مع نرجس دوت، من أشهر افلامه إلى جانب أمنا الهند هي هيمراز و دل اك ماندر و باكيزش و سودجار. لعب دور البطولة في أكثر من 70 فيلمًا هنديًا في مسيرة امتدت لأكثر من أربعة عقود.

## حياته
ولد راج كومار في 8 أكتوبر 1926 في لورالي ، بلوشستان ، الهند البريطانية باسم كولبهوهان بانديت. وهو معروف بعمله في Kaajal (1965) ، Waqt (1965) و Dil Ek Mandir (1963). 

## وفاته
توفي في 3 يوليو 1996 عن عمر يناهز 69 عامًا  بسبب سرطان الحلق. وفقًا لابنه (بورو راج كومار) في مقابلته تلفزيونية فقد عانى والده من لمفوما هودجكين وخضع لعلاج كيميائي.

## الترشيحات
رشح أفضل ممثل فلم فير1966
أفضل ممثل مساعد فلم فير 1964-1966
رشح أفضل ممثل مساعد فلم فير1960-1966-1969

## وصلات خارجية
- راج كومار على موقع IMDb (الإنجليزية)
- راج كومار على موقع ألو سيني (الفرنسية)
- راج كومار على موقع ميوزك برينز (الإنجليزية)
- راج كومار على موقع أول موفي (الإنجليزية)
- راج كومار على موقع قاعدة بيانات الفيلم (الإنجليزية)
- راج كومار على موقع كينوبويسك (الروسية)
- راج كومار على موقع كينوبويسك (الروسية)